# Abanto de Suso
Abanto de Suso es una entidad de población española del municipio de Abanto y Ciérvana, perteneciente a la provincia de Vizcaya, en la comunidad autónoma del País Vasco.

## Historia
Hacia mediados del siglo XIX, el lugar pertenecía a los Cuatro Concejos del Valle de Somorrostro. Aparece descrito en el primer volumen del Diccionario geográfico-estadístico-histórico de España y sus posesiones de Ultramar de Pascual Madoz con las siguientes palabras:

ABANTO DE SUSO: l. en la prov. de Vizcaya, dióc. de Santander, part. jud. de Balmaseda y uno de los que forman el denominado Cuatro Concejos en el valle de Somorrostro; tiene igl. parr. (Sta. Juliana), servida por un beneficiado que presenta el Rey, y una ermita dedicada á S. Miguel: sus prod. y pobl. (V. Cuatro Concejos.)
(Madoz, 1845, p. 40)

En 2023, la entidad colectiva de población de Abanto de Suso, ahora perteneciente al municipio de Abanto y Ciérvana, tenía empadronados 4965 habitantes.